# 锅庄
锅庄 ，是一种中国藏族民间舞蹈，主要流行于西藏以及四川、青海、甘肃、云南等地的藏族聚居区。

## 种类划分
“锅庄”在各个省份的各个地区都有其不同的种类；在四川，有北路卓、萨西卓、南路卓、东路卓、俄卓、达西嘎、五屯卓。在青海，主要叫做“卓”；在甘肃，叫“卓”；在西藏，分为卓果谐、阿里卓果谐、那曲卓果谐；在云南，也称为卓。 

## 四川卷

### 北路卓
“北路卓”是流行在甘孜藏族自治州北部（包括德格、白玉、甘孜、炉霍、新龙、道孚等县及石渠、色达县的部分地区）“卓”的统称（汉语称“锅庄”）。它包括“新龙锅庄”、“德格卓钦”、“甘孜锅庄”、“鈩霍锅庄”、“道孚锅庄”等丰富多彩的舞蹈。 
北路卓在藏族卓舞中很有代表性。《皇清职贡图》载：“杂谷（今炉霍一带）本唐时吐蕃部落男女相悦，携手歌舞，名曰锅桩。”清乾隆时马揭、盛绳祖合撰的《卫藏图识》中也有藏族“俗有跳歌妆之戏”的记载。可见卓在清代已相当盛行了；而在民间则流传着格萨尔王时有善舞的商人阿哦绒布传播卓的故事。
卓历史悠久，建国后又有了新的发展。现在凡节日、婚娶、丰收、耍坝子等喜庆的日子里，都盛行跳锅庄的习俗。 藏族人民跳锅庄，常在场地中央先设祭，或置青稞、糌粑，或燃松烟，或摆醇香的青稞酒。参加人数少则七、八人，多至一、二百人。起舞时，男女各成小圈，先唱歌，男一句，女一句，交替唱完一遍乐曲后，男前女后围成大圈，沿顺时针方向起舞。 
北路卓开始的舞段，都以聚会和祝福为内容，最后往往以《扎西》这一代表吉祥的舞段结束。中间舞段的变换，均按排头的领舞者（藏语“卓本”）指挥进行。舞者进出舞队比较自由，活动时间长短，依据舞者情绪而定。情绪高涨时，可几天几夜歌舞不止。 北路卓舞步豪放刚健、稳沉有力，柔颤多变，不拘泥于连臂搭肩。双臂围绕，长袖飞舞，姿态丰富，形成了它的风格特色。男舞者雄健奔放，女舞者含胸垂臂，秀丽端庄，动作较小，与男舞者形成强烈对比。其中，德格、甘孜、鈩霍等地注重手臂动作的撩（袖）、绕（袖）、搭（袖）。道孚则起步稳重，手臂摆、甩（袖）居多。新龙是两臂开放，腿部的踢、踏更具特色，且常有双手向上挥舞似雄鹰展翅的动作。 
北路卓多数为一舞一曲。音乐曲调流畅，色彩丰富。旋律多以五声、六声羽调式和徽调式构成。其音程跳进及大、小调式的交替，使音乐充满了生机勃然的活力。在乐段结构方面，通常为一段体的结构方式，其开始部分一般都是带自由色彩的慢板，反复数遍后，随舞者情绪而加快节奏。歌词内容丰富，涉及面广。早在清同治十三年（公元1887年）《章谷屯志略》有关于卓舞内容的记载：“所歌者数十百种，首尾有定局，其中所歌，在人变换之巧拙。其语有颂扬者，有言日月星辰者，有论阴晴风雨者，有念稼穑之艰难者，有谓织纴之辛勤者，有尚鹿麋俟者，有壮牛羊之濈湿者，有诮惰而称勤者，有男女相爱悦者，有互相赠答者，有相互讪讥者，有叙离合忧思者，有怀野田草露者。悉以足之疾徐轻重为节。呕、哑、嘲、哳……”，据上所述，卓舞内容包罗万象，故有人誉其为藏族生活的“百科全书”。 
北路卓的发展与该地区的政治、经济、文化有着密切的依存关系。甘孜北部毗连西藏、青海，历来各种交流广泛，藏传佛教各教派较大的寺庙也都集中于这一地区。特别是堪称藏族文化宝库的德格印经院，不仅印制了大量经文，而且还珍藏着许多有关天文、历学、医学及文学艺术方面的珍贵刻版资料，在整个藏区都有重大的影响。因而使这一带成为康巴藏族文化较为发达的地区。民族文化的肥沃土壤，促进了舞蹈文化发展。人们通过歌舞自我娱乐，交流思想感情，抒发追求幸福的美好愿望，陶冶民族的道德情操，继承和发展了民族文化。 
北路卓音乐多数为一舞一曲，无乐队伴奏，通常先由男女领舞者领头各唱一遍自由型的“引子”，随即载歌载舞，顺时针方向绕行。一首舞曲反复数遍，词尽而舞终；或无限反复，兴尽而止。此外德格的另一种卓，为二段体格式的音乐（如《萨西亚莫》，见下一舞曲），则有所不同，其首段为抒缓节奏，曲起舞即开始，多为拍子。反复数遍后突转强弱鲜明的节奏，给舞蹈由慢变快创造了变换的依据。舞蹈节奏愈跳愈快，高潮中结束。

### 萨西卓
“萨西卓”流传于甘孜州德格县柏垭乡等沿金沙江一带农区，是“卓”的一种，为二段式结构的集体舞形式。代表性节目《萨西亚莫》，意为“金子般美好的地方”。歌舞内容表达了人们对家乡土地的热爱和聚会时的喜悦情绪，以及祈求幸福吉祥的心愿。动作丰富，队形流畅。舞蹈时男女围圆圈各成一队，沿顺时针方向，男前女后在领舞者的带领下，男唱一遍，女唱一遍，相互接唱，边歌边舞。接唱者提前在前者尾字拖音出现时进入，给人紧凑热烈的感觉。首段反复数遍后，在领舞者的示意下，突然转入跳跃欢快的第二段，把舞蹈推向高潮，进行而止。
萨西卓的音乐是二段体格式。首段为舒缓节奏，反复两遍后突转为强弱对比鲜明的节奏，与舞蹈突然转快紧密配合，再从头反复时仍先慢后快。 

### 南路卓
“南路卓”流传于甘孜州南部地区巴塘、理塘、雅江、得荣、乡城、稻城、九龙等县及康定木雅一带。 南路卓的主要表演形式与北路卓大体相同。一般无乐器伴奏，但在得荣雪堆地区，尚有领舞者弹“扎年”（六弦琴）伴奏的习俗。舞时，低首俯身，相互牵手或扶腰。它的主要动作特征在于双脚的踏、靠和双膝颤动的变化。膝部向下快屈而向上慢伸，形成“柔颤”；向下慢屈而向上快伸的“脆颤”，构成南路卓的特有韵味。 南路卓的音乐曲调较为流畅，旋律婉转，音程跳动较大，多为一段式结构，调式一般以五声小调构成。 南路卓歌词内容十分丰富。在什么场合舞，唱什么内容，民间有较为明确的区分。有相邀聚会的“宗卓”；迎宾送客的“所卓”、“写卓”；喜庆祝福的“央卓”；男女相爱的“咱卓”或“桑卓”等。 甘孜州南部地处横断山脉地带，地势险峻，村寨分散，地方性语言较多，民间习俗中保留着不少古文化因素。该地区又与彝族地区接壤，历史上曾一度受纳西族的统治，所以流行于雅江八角楼一带的“多贴卓”（意为“碰靴底的舞”），就明显带有彝族“对脚舞”的风韵。
南路卓皆为一舞一曲的形式，一般由男女队各唱一遍后起舞，多数为男女轮唱共舞，反复数遍，词尽而舞终。舞曲具有自娱性特点，其节奏多根据舞者情绪而定，一般都为前数遍稍慢，后数遍逐步加快直至结束。 

### 东路卓
“东路卓”主要分布在甘孜藏族自治州东部的丹巴县，以及康定县的部分区乡和泸定县的零星山寨，而以丹巴中路锅庄为代表。 东路卓在表演前通常都要举行较为庄重的礼仪。舞场中画有地花图案，周围画一大圆圈，地花中心摆设咂酒，礼品（食品）。在莽号和唢呐声中，由一青年妇女向领舞者和贵宾献敬哈达，再向舞队赠咂酒吸管，互行蹲礼。分组吸咂酒后仪式结束。 起舞时，男前女后各成一对，围圈共舞。男舞者双手握长袖，女舞者互以手巾相连或携手。舞蹈多以顺时针方向进行，也有逆时针方向的来回舞。 东路卓的表演，一般分两大部分：第一部分是群众集体圆舞；第二部分是有一定内容和固定程式的节目。跳群众集体圆舞时，通常都以舒缓的慢板开始，继而转入节奏鲜明的踏跺快板结束。常跳的节目，有反映劳动生活的《彻里彻姆》，表现动物习性的《阿口日翁》（兔子叔叔）和《玛雅曲通》（孔雀吃水）等。 东路卓舞时昂首直体，从容潇洒；舞蹈动作刚柔相济，缓急交错，独具特色。腿部动作以踏、跺、撩为主，步伐整齐，动作规范。男舞者比女舞者的动作大，加上小臂的撩盖带动长袖的上下飘舞，以自然大方的舞姿，形成了轻快活泼的韵味。 东路卓无乐器伴奏，以歌伴舞，其旋律庄重而质朴。舞蹈与音乐的结合紧密，一般为两段体，先慢后快。当乐曲终止时，舞者又以急促的踏、跺组合紧接其尾音，是乐曲的自然延伸，形成无数似有歌的特殊风格。 甘孜州东部地区，由于它特殊的地理位置，不仅是藏族三大方言（康巴语、安多语和嘉绒语）的交汇地，同时也是藏汉交通的要冲和文化交流的枢纽。因此，东路卓既具有藏族三大方言区“卓”的不同特点，又存在相互交流融汇的现象，这就形成了它的地区特色和不同个性。 
东路卓的音乐有两种类型。一为两段体，以散板为舞蹈前的引子，前一段为慢板，后一段为快板，最后转慢板或以无伴唱的踏点结束。形成每一遍均由慢板开始，中间突快，最后又转回慢板的结构。舞蹈与音乐为紧密的固定配合，每一乐句均跳固定的舞蹈组合。另一种为一段体，节奏由中速开始，依舞者情绪，稍微加快，舞蹈动作则为与乐曲相配合的组合，随乐曲不断反复，尽兴而止。 

### 俄卓
“俄卓”即“卓”的安多语方言。主要流行于阿坝、若尔盖、红原、壤塘等牧区县以及松潘的毛尔盖一带。汉称“草地锅庄”。 俄卓的表演形式与卓基本相同。每逢“赛马会”、“扎崇节”（交易会）以及各种庙会，藏族男女都要集会在草地上跳俄卓。 俄卓无乐器伴奏，以歌伴舞。舞蹈不直接表现歌词内容。歌词以吉祥欢乐，祝福颂扬为主。其代表性节目《呃勒》，内容为男女青年相爱赞美，表达倾慕之情，是草原节日或庙会时必跳的舞蹈之一；《布达拉依》为表现牧民对布达拉宫的向往和赞美。 民间有“牧区无舞”之说，至今色达、石渠两县牧区仍无民间舞蹈。但川西北草地牧区由于与甘肃、青海草原接壤，交往频繁，近百年来，甘青地区的卓传入川西北牧区后，逐渐形成了俄卓。由于草地牧区地处高寒，牧民终年身着老羊皮袄，所以俄卓动作幅度较小，变化较少。上身动作多为前倾后仰，双臂多为胸前绕手和曲肘上举摆动，步伐多为一步一拍，其点、踏、擦、跺、跳等动作刚健有力，充分反映了牧民剽悍粗犷的性格特征。
俄卓舞歌调式以商调式为主，旋律带有草原辽阔舒展的风格，明亮细腻，清新悠扬。旋律的运行多为级进，平缓流畅动情，与舞蹈手上动作多的特点密切结合。 

### 达尔嘎
“达尔嘎”是藏族嘉绒方言对“卓”的称呼，即“吉祥的娱乐”之意。主要流行于阿坝藏族羌族自治州的马尔康、金川、小金，理县的米亚罗和五屯，黑水的芦花以及甘孜藏族自治州丹巴县的坝底一带。其中马尔康境内原党坝、松岗、卓克基，梭磨四个土司管辖区的达尔嘎统称“四土锅庄”，因独具风格，影响较大，当地素有“西藏的踢踏，巴塘的弦子，四土的锅庄”之称。 达尔嘎按内容和形式分为“达尔嘎底”和“达尔嘎忍”两种，即“大锅庄”和“小锅庄”。 
达尔嘎底属礼仪性的舞蹈。建国前，每逢重大节日，婚嫁喜事，迎宾送客等，土司头人都要在官寨内组织跳达尔嘎底。建国后，此舞在嘉绒地区广泛流行，成为当地藏族在重大活动仪式上喜闻乐见的舞蹈。舞时，舞队按班辈而立，连臂或徒手围圈，男前女后，人数不限。先由有资望的长者致颂词，继由领舞者手持串铃】排头率队沿逆时针方向行进，先歌后舞。舞蹈的程序固定：先跳庆贺喜庆的舞蹈，然后跳颂扬统治者或赞美官寨的舞蹈，最后跳吉祥如意的舞蹈，形成高潮而结束。整个舞蹈给人以沉稳，缓慢，端庄，典雅之感。 
达尔嘎忍是嘉绒地区藏民自娱性的舞蹈。建国前，藏民用此抒发自己的思想感情，消除沉重的劳动和精神压迫所带来的疲劳和痛苦。建国后，由于这种舞蹈不受时间、地点的限制，没有固定的表演程序，即兴性和自娱性很强，更能表达藏族人民当家做主的喜悦心情，因此备受群众喜爱。它的歌词多以歌颂劳动生产、爱情生活、家乡风光为主。舞蹈一般不直接表现歌词内容，只在少数节目里，舞蹈与歌词内容紧密联系。如《玛雅曲桶》（孔雀吃水）舞蹈中就有大量模仿孔雀戏水的动作。达尔嘎忍表现形式与达尔嘎底基本相同，整个舞蹈活泼洒脱，欢快优美，前俯动作少，动作幅度大。基本步伐因不受固定的限制，可朝正反方向进行和做对称性的动作。但在嘉绒藏族的冲部，远离本部而与邻近的各民族交往方便，文化交流现象很普遍，这又形成了达尔嘎忍舞蹈丰富多彩，风格迥异的现象。如金川的“马奈卓”，理县的“来苏卓”和“五屯卓”等。有的舞蹈为了尽情抒发舞者的情感，还出现了“躺身蹦子”等高难度动作。 
达尔嘎虽然分为达尔嘎底和达尔嘎忍，但舞蹈的基本动律一致，都具有上身前俯，以胴体的轴向转动，同边和顺摆动律。腿部动作主要以胯部的开阖带动腿的外拐内端和内外跺脚等动作的多种变化。 达尔嘎历史悠久，是在古代文化即土著文化的基础上，经“氐羌文化”与“吐蕃文化”的渗透、融合而形成的古老舞种。在这种特殊的社会结构和民族历史文化背景制约下，形成了达尔嘎的舞蹈总体风貌。它既有藏族舞蹈“顺、开、颤、左”的共同特征，又融合发展氐羌民族舞蹈的“含、关、右”等特点。“含”是指上身的前倾或含胸；“关”是胯部的盖关动作；“右”是指舞蹈队形沿逆时针方向行进，积极右脚起步，右脚结束。这些特点，在其它藏族地区的舞蹈中，都是少见的。 达尔嘎无乐器伴奏，舞随歌起，以歌伴舞。 
达尔嘎底的歌曲旋律随舞蹈的庄重而严谨，韵律随舞蹈的情绪有起有落。 达尔嘎忍的歌曲旋律流畅，脍炙人口。节奏有张有弛，有松有紧。节奏的变化，丰富了舞蹈的动律，变化着的舞蹈动律反过来又丰富着音乐的节奏。在速度由慢而快的激励下，舞步加快，音乐节奏随之加速，最后则猛歌劲舞，舞蹈在男女高喊“喂”或“哦哦”的吼声中结束。 

### 五屯卓
“五屯卓”属“达尔嘎”的一种，流行于现今理县木卡以上、扑头一下，即上孟、下孟、甘堡、杂谷和九子屯（五个乡）和薛城乡的一部分，其中下孟乡的班达寨和薛城乡的月落寨尤为盛行。人民每逢佳节，迎亲或送丧之日，都要聚在一起通宵达旦地跳达尔嘎。 五屯卓分“喜事”和“忧事”（或称“丧事”）两大类。喜事中又分为礼仪性、自娱性、儿童达尔嘎和结亲达尔嘎四种，再加上忧事达尔嘎，共五种。按五屯地区风俗，结亲达尔嘎只能嫁女时跳，丧事达尔嘎只能在六十岁以上的老人去世时才跳。 舞蹈时一般先由德高望重的长者打开咂酒坛，插吸酒竿，致祝酒词和念经，再由舞技较好的人来领舞，先跳礼仪性的，再跳其它内容。在进行的程序上与四土地区基本相同。
五屯卓无乐器伴奏，舞随歌起，以歌伴舞。

## 青海卷
“卓”，藏语音译，是融舞蹈、音乐、诗词为一体的古老的藏族民间歌舞，在藏区广为流传。由于地理、方言、生活、习俗等方面的差异，形成了不同的风格、不同的流派。因此，对卓的称呼也不尽相同，又称为“刺啦冬”、“保尔嘎”、“学羌”、“锅庄”、“博”等的，但大多数藏区都称“卓”。有些地区即使不用卓这一名称，也知道卓的意思。 关于卓的传说和记载都比较多，民间传说，公元八世纪藏王松德赞迎请寂护和莲花生大师进藏，筹建了西藏第一座佛教寺院——桑耶寺，莲花生为清场净地，护卫佛教，从前藏请来一百二十八名卓舞艺人，从后藏请来一百二十八名卓舞艺人，进行了驱鬼禳魔的表演。在桑耶寺开光庆典仪式上，来自四方的卓舞艺人还表演了抡鼓大歌的卓，现从绘在桑耶寺的壁画中可以看出，当时卓舞的那种热烈、壮观的场面。在前宏期卓舞是桑耶寺每年举行“桑耶多德曲巴”宗教仪典上必须表演的仪式之一。在玉树还传说，公元七世纪文成公主远嫁西藏路过玉树时，玉树的百姓为公主的到来举行了隆重的赛马和依、卓的表演。 在玉树民间认为卓舞是藏族最古老的原始歌舞之一，早在宇宙形成之时就已经产生了。在卓中有这样的歌词： 第一个卓从何而来，是从上面天界来，拉青仓巴嘎博也侯驾。 第二个卓从何而来，是从中间人界来，念青格拉也临驾。 第三个卓从何而来，是从下面的海界来，祖纳仁青也驾临。 
在新寨曲卓中也这样唱道：宇宙形成之初，是在上界佛界形成。 拉青仓巴嘎博喜爱卓，今天献上卓舞。宇宙形成之初，是在下界海中形成。祖纳仁青喜爱卓，今天献上卓舞。 
玉树地区的卓主要流传在玉树、囊谦、称多三个县，玉树县和称多县的卓大体相似，囊谦县的卓则有所不同，从而形成了两种不同风格。 
一、玉树县和称多县的卓。 结古是玉树县县治所在地，也是玉树州政治、经济、文化、交通的枢纽和中心，早起结古曾禁止跳卓，对此有这样几种说法：一说当地的结古寺是一个政教合一的寺庙，为了弘扬其寺庙宗教乐舞，显示神舞的威严和神圣，所以不让卓在结古表演。二说“卓”这个音在藏语中与麦子的名称同音，传说每次在结古表演卓后，就会出现麦地遭受冰雹袭击，或是卓舞艺人遭受不幸等灾异现象，因此，人们认为结古护法神山普揍达寨不喜欢卓，从而禁止在结古跳卓。据调查，在于结古相邻的村庄（也属于结古寺管辖）卓舞很盛行，并不受寺庙的禁止，甚至有些地方的卓成了结古寺宗教仪式活动的一部分，从这一点看，禁止只是限于结古村的范围。今天这种禁令已打破，卓舞已成为结古娱乐性的歌舞之一。 
玉树县和称多县的卓主要流传在通天河两岸，两县卓的风格比较接近，人们把这种卓称为“锅庄”，“锅”藏语音译，意为围成圈，说明跳卓时人们围成圆圈而舞。卓有纯男子表演的和男女同时表演的。不论是哪一种，男子动作的要求和风格都一样，舒展粗犷，幅度大，注重动作变化的韵律，协调而流畅，既讲究大起大落，又不失平稳持重。不论动作变化如何复杂或激烈，上身始终保持平稳，不随双臂的起落而大动，即便动也是在保持稳中的动，显示出男子高昂的气质。脚下的动作也很丰富，多用“双跺”“端脚”、“跨腿”“点步”、“跳转”等，以屈伸、刚柔、颤顿相结合，形成了粗犷优美的舞蹈风格。女子动作与男子动作基本一致，只是在力度、幅度上要含蓄、轻柔一些，两者形成比较明显的对比，这是这一带卓的主要特点。由于这一带是“江河源文化”的发源地，是历史上南来北往的重要驿站和道口，文化上得以与外界交往、互渗，又形成了自己独具特点的风格特征。在这一带的卓舞中，有不少叙述历史人物和历史故事的卓，它对研究藏族文化、风俗、历史等是非常好的资料。在这里，卓象征着吉祥，也象征着威严，在宗教活动和传统节日上都要进行表演。每个村都有自己的卓哇，男子以自己优美的舞姿自豪，卓班更是受到人们的尊敬。
卓的歌词内容以歌颂神祇、歌颂家乡、赞美生活的为主，如《家乡的神山》： 家乡巍峨的神山，那是觉吾伊西，仿佛金色的太阳照耀。 家乡巍峨的神山，那是囊巴囊泽，仿佛绿鬓雪狮耸立。 家乡神圣的宝贝，那是白色宝塔，仿佛明月高照。 
二、囊谦县的卓 囊谦称卓为“卓格玛”，意为古老的卓。卓格玛是表演性和娱乐性相结合的歌舞，通常男女分列，围成一圈载歌载舞，它比起带有宗教性的卓更觉轻松、活泼、随意，也更具有生活性和娱乐性。曲调古朴优美，动作轻盈自如，从中可发现不少原始耕作、狩猎及具有图腾崇拜意味的动作。表演不受时空的影响，既可在宗教仪式、传统喜庆佳节上表演，也可在田间地头即兴抒发。正如《布谷卓》中唱的： 好卓如布谷鸟摆头，在活佛喇嘛相聚时跳，在祈祷颂佛时跳。 好卓如布谷鸟摆头，在官人商定法规时跳，在法官执法时跳。 好卓如布谷鸟摆头，在男子汉赛箭时跳，在利箭射穿靶心时跳。 好卓如布谷鸟摆头，在少女相聚时跳，在姑娘出嫁时跳。 兴之所至，随时可歌，随地可舞，卓格玛已成为囊谦群众生活中的亲密伙伴
卓舞无伴奏，由男、女舞者边歌边舞。《东保卓》、《阿吾来》这两首歌曲的演唱形式为：先以慢速演唱，其中奇数段为男声，偶数段为女声，如此演唱若干遍后，再以男、女齐唱的形式快速演唱数遍，结束全曲。 《聪宾[表情]诺布松保》由男子边唱边舞，也是先以慢速演唱数遍后，再以快速演唱数遍，结束全曲。 上述三首歌曲，在谱面开始处以慢速标示。

## 甘肃卷
“卓”流传于甘南藏族自治州夏河县拉卜楞地区，是一种古老的自娱舞蹈。卓即“果卓”，汉称为“锅庄”，在拉卜楞地区称“卓”，藏语即舞的意思。这里的人们在日常生活中，无论是喜庆佳节，婚嫁宴娶，还是驱邪打鬼，求神还愿，生产劳动，都把舞蹈作为鼓舞精神、增进团结、倾诉心愿、表达感情的一种手段，卓是其中具有代表性的舞种之一。 
夏河县的卓有四十多个节目，这些节目都是拉卜楞地区广大藏族群众在长期流传中不断发展逐渐形成体系的舞蹈。表演灵活机动，自娱也能娱人，载歌载舞，既无道具，也没乐器伴奏，随时随地都可以调，场地不拘，人数不限，男女老幼均可参加。歌词内容十分广泛，包括祝愿亲朋挚友、新婚夫妇幸福美满、吉祥如意，赞美山川大地、草原河流、日月星辰、碧空苍穹的壮美景色和怀念父母兄长、良师益友的恩德，以及歌颂佛祖的圣明、佛法无量等。 活动时间，通常是在新春佳节和喜庆吉日。参加活动的群众，既是舞者，又是观众，两者情感相应，情趣互染，完全沉浸在欢乐热烈的气氛中，舞时男一队，女一队，可围成圆圈，也可成弧形，按逆时针方向进行。一般先由男子跳《喇嘛桑吾》开场，然后女子选跳一段，如《宗巴来赛》、《日吾赛吉》、《赛肖龙比》等。女子跳时，男子在旁自由地击掌伴唱。女队跳罢，男队接着跳一段，女子在旁伴唱。如此交替边唱边跳，经常通宵达旦。最后全体舞者任意选位围成圆圈，一人高喊一声“扎西扎西”，大家随即欢快地跳起《扎西扎西》，边唱边跳，使场上气氛达到高潮，最后在圆满和谐、互祝吉祥如意的气氛中结束此次歌舞盛会。
舞蹈时，唱什么歌就跳什么舞。每首歌唱多少遍随舞者的情绪而定。有时一首歌能唱十几遍，也有的只唱一两遍，十分灵活、随意。舞者情绪达到高潮时，男女两队互挑战应战，往往一个歌能连续跳一个小时，此时舞蹈队形又以面面相观的圆圈式最多，相互感情交流，聚成中心热点，人人兴趣盎然，欢悦异常。 早在三十年代，五世嘉木样年间，就已出现了拉卜楞地区卓的兴盛时期，据拉卜楞寺堪布活佛浪仓介绍：四世嘉木样年间，夏河王府亲王化觉若布旦之妻勒告王后（四世嘉木样之外甥女）曾在夏河表演过卓，以后逐渐传入民间，被广大群众所接受。传说勒告王后能歌善舞，她跳的卓在群众中享有盛名。
卓的歌曲流畅婉转，一曲一舞，曲调进行徐缓慢，节奏自由，拖腔较长。一般都有两段以上词，舞时循环反复唱。乐曲结构是短小的二乐句组成一段体，曲子虽小，却能容纳丰富的词语。 

## 西藏卷

### 卓果谐
“卓”藏语意即牧区或牧民，“果谐”为圆圈歌舞，“卓果谐”就是牧民的围圈歌舞。但牧区群众自称仍为“果谐”。 卓果谐是盛行在藏北草原上的一种欢腾热烈、豪放，为广大牧民喜闻乐见的歌舞。主要流传在那曲、阿里、昌都等广大牧区。逢年过节，特别是举行“达久”即赛马节（牧区一年一度最隆重的节日）时，人们穿上节日的盛装，带上自酿的青稞酒和肉等食品从四面八方汇聚在一起，白天举行隆重的赛马仪式和物资交流会。傍晚来临，人们成群结队涌向全场，舞场中央的篝火照亮了全场，增添了节日气氛。火堆既能照明，又能取暖，还可热食品，人们边吃、边喝、边舞，通宵达旦，尽兴而散。这是也是青年男女谈情说爱的好时机，他们在这歌舞活动中挑选自己的意中人。因为牧民们一年四季到处游牧，一年中只有节日的机会才能聚会一次，所以他们有说不完的心里话，唱不完的歌，跳不尽的舞蹈，而且可以找到终身伴侣。因此，他们跳几天几夜也不感觉疲劳。此外，在结婚典礼或亲朋好友聚会时也常跳卓果谐来表示祝贺和助兴。
卓果谐在不同的场合表现不同的内容，如在藏历新年时跳卓果谐，表示共和新年快乐并预祝今年风调雨顺，人畜兴旺；在结婚典礼上表演卓果谐表示祝福吉祥；在秋季准备过冬，割草完毕，集中在一起跳卓果谐表示欢庆丰收；而平时亲朋好友聚会时跳卓果谐则是自娱。 卓果谐的动作大部分来自牧业生产劳动，如：女子舞蹈中的“平步走”和“上下打手”动作来自挤奶动作。男子舞中“一步一侧”和“绕袖手”动作来自赶牛羊群的生活，还有捻线等。这些动作，幅度大，放的开，有着浓郁的生活气息和游牧民族特色。这和他们所处的环境也有着密切的关系。
西藏有高耸入云的雪山，有一望无际的草原，而藏北草原又是青藏高原上的高原，也是西藏最辽阔的牧场，这特有的地理环境和气候条件决定了卓果谐充满欢腾热烈、豪放粗犷的精神。 卓果谐的历史未见到确切的文字记载，但从藏族形成的历史来看，可以确定卓果谐是藏族古老的民间舞种之一。藏北草原历史悠久，早在公元四世纪西藏古代十二小邦之一的苏毗部落就在藏北草原上兴起，当时的吐蕃部落，臣服于苏毗部落，统一了西藏。另外在藏族历史上称之为“三十九族”的集团，也兴起在藏北草原上。
古代藏族过的是游牧生活，牛是藏族古代图腾崇拜物，在阿里、那曲地区发现的岩画上主要画有牛群和赶牛群的场面，在卓果谐的歌词中也有：“多么美的野牛，多么壮的野牛，在右边山上吃草，在左边山上饮水”等内容。所以牛在牧民的物质生活和精神生活中起着不可替代的重要作用。他们吃的是牛肉，喝的是牛奶，牧民离开了牛羊就没有了他们生存的条件。他们唱的歌词表现牛羊，他们跳的舞蹈动作也是挤牛奶、赶牛羊等东西哦。卓果谐反映的无疑是古代藏族游牧生活。
在阿里地区日土县乌江乡境内的一个废墟的洞窟里，发现了跳卓果谐的壁画场面，而且从壁画和迄今所能见到的卓果谐的某些动作来看，明显是从比较简单的模仿动物和劳作的原始性舞蹈中，经过演变发展起来的。因此充分说明卓果谐是藏族古老的舞种。 跳卓果谐时，人们自然围着圆圈，男女各半或混合站立，男女各有一名“谐本”（领舞及组织者），参加的人数不限，少则十几个，多则上百，男女老少均可参加，来去自由。无乐器伴奏，先由男舞者唱一段，男女共同起舞；再由女舞者唱一段，再一起舞。边唱边舞，顺时针方向移动。舞蹈分快板与慢板两种，先跳极端慢板，然后转入快板。快板时，一段比一段快，最后在快速而热烈的节奏中结束。舞的长短根据歌词而定，歌完舞停。慢板时女子动作优美自如，男子动作潇洒大方，快板时男女情绪均一场欢腾热烈。 
卓果谐是对唱对舞的一种形式，因此，它的舞蹈动作变化多端，歌词内容丰富多彩，有颂扬家乡、歌颂佛法、相互夸奖的，也有男女倾吐爱情的，有的歌词为即兴创作。那曲卓果谐还可分东部、西部、中部三种。因为那曲东部靠近昌都地区，舞蹈风格特点难免受到昌都“果卓”的影响广。那曲西部靠近日喀则地区，因此，它又受后藏歌舞的影响，而那曲中部地区不受东西部的影响，无疑就更具纯牧区的特色。三种卓果谐的跳法虽然有所区别，但表演形式及内容基本相同。 还有从卓果谐中派生出来称为“来谐”和“谐夏”的两个舞蹈。这两个舞蹈从音乐曲调和舞蹈动作以及风格特点看，还是属于卓果谐，但它的表演形式有所不同。来谐的表演形式是男女面对面站成两排，男边唱边舞向前移动，唱完回原位，此时女站立不动。然后女边唱边舞向前移动，唱完回原位，男站立不动。舞蹈动作并不复杂，但歌词内容丰富多彩，而且可以即兴创作。
谐夏藏语意为对歌对舞。表演形式和来谐基本相同。男女各队越唱歌声越高亢，越跳舞步越欢快，一直跳到通宵达旦。这两个舞蹈主要有青年男女们跳，在卓果谐中穿插表演。卓果谐在大多数地区没有什么固定的程序，只要领舞者开始唱什么舞曲，众舞者跟着边唱边舞即可。但在个别地区，个别场合有严格的规定，如：举行“卓曲”或“曲卓”（祭礼歌舞）时，开头必须向神佛敬献。“宗卓”（聚会歌舞），开始要表现我们聚会在一起，但愿永远相会在一起的内容。
进入“谐雄”或“雄谐”（正舞）到了歌舞的高潮，舞蹈欢快、情绪热烈，歌词丰富多彩，也可即兴创作。“罗卓”（结尾歌舞）部分，应在祝颂吉祥的歌舞中圆满结束，而这种程序只是在歌词内容上的区别，舞蹈动作基本上大同小异。有固定表演程序的卓果谐虽然还是属于民间自娱性的歌舞，但已程式化而少了些民间舞的随意性。

### 阿里卓果谐
阿里卓果谐流传于阿里东部的措勤县、改则县、革吉县等牧区。具有浓郁的牧民特色，粗犷豪放，形成了独特的审美趣味，深深地扎根于牧民生活的土壤之中。 阿里东三县牧区位于藏北高原，东与那曲地区申扎县双湖办事处相接，南与冈底斯神山、西与阿里地区狮泉河接壤，北起昆仑山与新疆交界。平均海拔4700米以上。在这离蓝天和太阳最近的地方，牧民们祖祖辈辈在这里陪伴雪山、草原和牛羊，唱着悠久的山歌，跳着古老的卓果谐。 卓果谐产生的历史，文字上缺乏记载，当地老艺人普遍认为阿里是自古以来藏民游牧狩猎的场所，而卓果谐则是游牧狩猎生活的历史文化遗产。
阿里地区古代遗存的岩画中，舞蹈形象非常多，其中有的人物牵着牦牛，有的人物面对牦牛表演，好像进行斗牛，有的人物如在观看等。从而看得出当时的阿里先民不仅与牦牛的关系极为密切，而且也产生了人与牛的舞蹈。崇拜牦牛表现牦牛是原始游牧狩猎的一种文化特征，至今卓果谐中有不少歌颂牦牛的唱词，舞蹈动作中有两人“端腿对脚”、“跨腿跳转”等表现牦牛斗角形象。我们不难从中看出卓果谐所包含的原始文化痕迹。当然，今天的卓果谐经过不断的演变和发展，已摆脱了对原始游牧狩猎生活的纯客观的模拟情态。 
随着佛教大规模传入吐蕃之后，阿里三围曾经建立过不同时期、不同教派的大大小小佛教寺庙。阿里牧区一带最信仰的教派是噶玛噶举派。对不同教派的信仰，也反映在人们的文化活动中，从而形成各地卓果谐独特的活动程序及唱词内容。比如以“噶玛噶举祖师”作为开场，据当地老艺人介绍：这是表示首先要起到噶举派祖师噶玛杜松饮巴驱赶魔鬼、清洁场地、保证表演顺利地进行。唱词内容主要歌颂噶玛杜松饮巴创建的堆龙布寺的落成。 流传于阿里东三县的卓果谐在表演形式、活动时间、演出程序等方面都有相同之处，但节目名称、曲调旋律、歌词内容、上身动律、脚步点子，以及服饰穿戴等却有所不同，改则县位于措勤、革吉两县之间，该县流传的卓果谐属阿里地区最纯、最兴盛、最能代表西藏西部草原的牧区舞蹈特点。这和该县的历史背景及所处的地理位置有关。
根据改则县的县史资料和当地老艺人回忆，改则县原为改则、色锅、邦巴三大部落属地，“改则”“色锅”“邦巴”原是族姓名称，后来经过漫长的岁月而演变为部落的名称。这三大部落的“本”“果巴”（均为音译，意为头人）均由“噶厦”政府任命。因此这三大部落每年都要向地方政府交纳酥油、牛羊肉、皮帐、羊毛等实物，并定期定点支应差役。这是各部落的牧奴就会集聚在一起，以各自部落为站，进行赛歌赛舞，几乎每天夜晚通宵达旦，久而形成习俗。这样，各部落的卓果谐相互影响、相互促进，使这一带成为卓果谐最盛行的地方。 措勤县与那曲的文部办事处相邻，这一带群众服饰穿戴，既有阿里牧区的特点，又有那曲牧区的特点，这一带流传的舞蹈，既有那曲西部的牧民舞特点，又像阿里改则县的卓果谐。尤其是磁石区磁石乡表演的《在那上部的雪山》和门东乡表演的《我们的家乡》，这些节目两个地区都在跳，但这一带跳的比那曲跳的速度快一倍，在同样的曲调上，唱词有所不同，同样的舞蹈，脚步点子和手势动作有所区别。因此，同样的节目，却表现出不同的风格。 流传于革吉县的卓果谐（当地称“果谐”）又与以上两个县的舞蹈有所不同，这一带与阿里格尔县和日土县接壤，他们的舞蹈既像改则县的卓果谐，又具农区果谐手拉手、双手左右甩等特点。
这种牧区和农区的民间舞蹈融合一体的表演风格，在本县盐湖区的卓果谐中比较突出，这是因为盐湖区处在从拉萨至阿里狮泉河的交通要道，同外地有着密切的经济来往和文化交流，有利于借鉴和吸收不同地区的民族舞蹈，从而形成了本地舞蹈的独特风格。 卓果谐的活动时间主要是： 一年一度的藏历新年。年节中，牧民们穿着节日盛装，初一清晨相互拜年，祝贺吉祥如意；到了下午，全村的男女老少都出来汇集在草坝上跳卓果谐。这一方面是娱乐，另一方面也是显示各自的服饰穿戴。从初二起的以后五天里，以各村为单位，相互赛歌赛舞。这是各村的歌舞能手充分显示自己才能的极好机会。 牧区的夏季是牧民们的黄金季节，牧民们从各个牧场赶着牛羊群回到村里，准备过“德桑节”（夏季节）。这时村里的人们就跳起了卓果谐，欢迎从牧场上归来的牧民们。“德桑节”于藏历八月十五起过七天的时间，牧民们各家各户都出来在草原上搭起帐篷。把家里的牛羊肉及酥油、奶渣都端来，过野外生活。七天的“德桑节”主要活动项目有：一是邀请当地寺庙的老僧人，进行当地传统的宗教仪式；同时牧民们向当地主神进行烧香磕头、祈祷水草丰盛、牛羊肥壮。二是各村的小伙子们举行赛马活动。三是举办物资交流。不管举行什么样的活动，这七天里都离不开歌舞相伴，每天夜晚以村为组，相互赛歌赛舞。他们按照祖先游牧的习俗，在草坪上围起大小不同的圆圈，圈内烧起一对篝火，围绕篝火旋转歌舞，使整个草坝变成卓果谐的舞场，尽兴方休。然后，男女情人双双对对消失在夜幕之中。过节后，牧民们又将返回牧场，这时村人又要跳卓果谐以表欢送。 到了秋季，村里的牧民们开始割草，当地称它为“杂亚”（即割草季之意）。割草结尾时，牧场上的牧民们也开始回村，准备过冬季。这时也有两三天时间跳卓果谐的习俗。 
阿里东三县的卓果谐种类繁多，大致有二十四个节目：《在那上部高高雪山》、《在吉祥的山岩上》、《雪山颂歌》、《辽阔的蓝天》、《在那山谷的地方》、《在圣地的卓玛庙堂》、《你是上部的雪山》、《走在山谷的地方》、《上部的雪山请左右让路》、《汇集在一起》、《走来走去》、《好山崖》、《噶举祖师》、《天上的装饰》、《江措湖》、《九个野牛舞》、《白风旗》、《好竹子》、《高高的雪山》、《上部的雪山是大神的宝地》、《斗牛》、《好圣地》、《长城内外》、《耸立着好村庄》。每个节目还有各自不同的曲目和歌词内容。 卓果谐具有自娱歌舞的基本特征。牧民们在劳动之余陆续来到舞场，自然形成圆圈，有时男女混合成圈，有时分成男女两队。分队时男女两队各由领舞者领舞，领舞者起什么歌，众舞者跳什么舞。不分场地，不论男女老少，人数不限，均可自愿加入歌舞，来去自由，尽兴而散。
卓果谐的唱词内容很丰富，其中有：歌颂宗教和寺庙，赞美山水、草原、牛、羊、思恋亲人，欢乐团聚，以及相互祝福等。唱词结构有一些约定俗成的常规，如比喻雪山，必须形容白狮子；比喻山岩，必须形容野牛；比喻草原，必须形容金鹿等。 卓果谐舞蹈以脚下动作为主。动作的基本结构，一般以“两步一刨”动作为“起法步”，中间跳一段完整的组合动作，最后做“两步一踢”作为结尾。如要继续跳，再连接第二段开始的“两步一刨”。男女动作基本相同，一般双膝微屈，上身前俯，但男性动作幅度大，表现出牧民男性的粗犷大方；女性动作小，表现出牧民妇女的优美自如，他们的手部动作不多，以相互携手或“自然垂手”、“斜垂手”为主。但脚下的动作变化多端，打点激荡有力，热烈奔放。 随着牧民群众的生活不断地提高，对文化生活的需求也越来越迫切，今天的卓果谐在广大牧民群众中也越来越兴盛。

## 云南卷
“卓”亦称“姑卓”，是云南藏区流传较广的一种无乐器伴奏的圆圈歌舞，德钦藏语称“支羌”，“支”是娱乐，“羌”是跳。中甸藏语称“擦拉董”（娱乐舞）和“歌谐”（圆圈舞），汉语统称“锅庄”。 清[表情]徐珂《清稗类钞》中已有关于这种舞蹈的记载：“跳锅桩为蛮民生而固有之惯技，故人人皆能为之。跳之，以酒一瓶置凳上，跳者互相握手，环绕此凳，足跳口歌，章法不乱。跳须臾，即吸烟，故愈跳愈乐。或众男合跳，或众女合跳皆可，然以男女合跳尤为可观，以女歌一曲，男必和之，女所歌者乃相思之词，男所和者乃戏谑之词。众女合跳，歌声尤悠扬可听。”迄今卓仍大致如清代情状。 
卓在举行时有一定的程式。如果甲村要到乙村去赛卓，双方要事先约好。由主持的一方备好水酒、糖水、哈达等礼物。在比赛时，由主持者站在舞场中央，用银碗盛着美酒、糖水放在托盘中，送至歌舞者面前。比赛结束，要把哈达送给获胜队。这是跳“比赛锅庄”的规矩。 德钦卓从头至尾，要从“斯卓”（迎宾锅庄）开始，顺序跳“堆卓”（赞颂锅庄），“宗卓”（相会锅庄），“主卓”（辞别锅庄），“尕卓”（挽留锅庄）， “基卓”（送宾锅庄）。这种程式严谨的卓，是中华人民共和国建立前，逢年过节土司头人召集百姓为他们歌功颂德时跳的。 
中甸卓的程式，一般可分开头、中间、结尾三个部分。开头：不论跳什么样的卓，一定要唱“主忍”（即宗卓、相会锅庄），一般是齐唱，通过齐唱整理好舞队。中间：中间部分是比较复杂的“察里底”（即问答锅庄），有传统的固定歌词，内容有歌颂爱情，赞美盛装，抒发爱情，叙述勇士传说，草原故事等，也可即兴创作。问答锅庄较著名的是“放羊调”（即羊毛锅庄）。歌词包括放羊、剪羊毛、撕羊毛、捻羊毛、缠羊毛、绕羊毛、织“楚巴”（即男性藏袍）、穿楚巴等全过程，这全过程的劳动动作，都用舞蹈表现出来。通过问答锅庄，如双方对答如流，舞蹈也协调统一，即进入激烈的“比赛锅庄”。如果双方互感跳法不一致，歌唱不协调，即唱“告别锅庄”道别。拂晓前，舞者已经疲倦，这是改唱“丽括锅庄”。站着或坐着唱，唱腔近似说话，演唱一切俏皮、逗趣的唱词。结尾：中甸称“怎斯卓”（即告别锅庄），舞者在“我们像布谷鸟一样能歌善舞，布谷鸟展翅就要高飞。尊敬的舞伴，我们就要分离。不要认为我们就此告别，等到花好月圆时，我们又在舞场欢聚”的歌声中散离。每场卓，开头、结尾两个部分都是不可缺少的。 
卓的形式、风格多种多样，因地而异。除上述种种外，尚有“技堆支”（中甸称“冲日夹”）即“结婚锅庄”，“冲堆支”即“盖房锅庄”“戛堆支”即“节日锅庄”。它们分别在结婚、建房、节日时唱跳，歌词内容与各种歌舞场合紧密相关。 卓分长、短两类，“长锅庄”藏语称“卓金”、“卓因”，跳的时间长，节奏较平缓；“短锅庄”藏语称“卓通”、“卓草”，时间短，节奏快。卓又有“擦尼”（传统锅庄）和“擦司”（现代锅庄）之分。擦尼程式严谨，歌词有一定的限制，多为老年人跳。擦司除沿用擦尼的歌词和舞蹈套路外，还即兴创作一些反映现实生活及爱情内容的歌词舞段，多为青年男女谈情说爱时跳，中老年多不参加。
按风格风，又有“工卓”（工布龙锅庄）和“筛巴锅庄”两种。工卓略穿与德钦北部；筛卓流传于德钦南部金沙江沿线。它的特点是摆脱了传统锅庄的弓腰地头动作，多是唱后紧接由慢到快的短锅庄。 卓的歌词内容内容十分丰富，老歌手们说：“天上有多少颗星，卓就有多少调；山上有多少棵树，卓就有多少词；牦牛身上有多少毛，卓都有多少舞姿。”唱时可以从天上唱到低下，从古唱到今。唱词以三句为一段，唱天必唱日、月、星；唱人必唱帝、佛、智；唱地必唱北京、拉萨、家乡。传统锅庄中，还有一套固定格式的唱词，其中要唱雪山、岩石、山峰、草坝、河流、歌舞等，每一类唱三句，共十八句，德钦藏语称“忍那作杰”，汉语称“十八例”。
舞蹈的变换，主要随歌词的变换而变换，可专曲专舞，也可一曲多段舞蹈，或多曲一段舞蹈。 舞蹈的基本动作有“弓腰端腿”、“左右摆步”等，踏跺动作较多，跳时突出脚跟击地和击鞭声，男子晃动两胯，使“楚巴”左右摆动，有粗犷豪放的风格。